# Unterbach (Prim)
Der Unterbach ist ein etwa drei Kilometer langer, südlicher und linker Zufluss der oberen Prim im Gebiet der Kleinstadt Spaichingen im Landkreis Tuttlingen von Baden-Württemberg.

## Geographie

### Verlauf
Der  Unterbach entsteht im Waldgebiet Pfaffenhölzle auf einer Höhe von ca. 737 m ü. NHN. Von dort fließt er in östliche bis nordöstliche Richtung nach Spaichingen. Am Ortsrand im Bereich des Industriegebiets Eschenwasen wurde ein Abschnitt des Bachs renaturiert. Bereits ab dem Freibad ist der Bach verdolt und fließt unterirdisch unter den Sportanlagen hindurch. Hier nimmt er auch einen weiteren, kürzeren Quellast auf, der ebenfalls Unterbach genannt wird und zwei Quellen im Gewann Gräben entspringt. Jenseits der Straße Westring kommt er für einen kurzen Abschnitt wieder an die Oberfläche. Im Spaichinger Stadtpark durchfließt er einen Teich und nimmt dort auch den von links zufließenden Weppbach auf. Der Teich wird wiederum über eine Dole entwässert und der Bach fließt bis zur Mündung in die Prim unterirdisch weiter. Er mündet kurz vor der Brücke der Robert-Koch-Straße unterhalb der Europastraße von links und Südwesten auf einer Höhe von ca. 657 m ü. NHN in die Prim.
Der 3,1 km lange Lauf des Unterbachs endet ungefähr 90 Höhenmeter unterhalb seiner Quelle, er hat somit ein mittleres Sohlgefälle von etwa 29 ‰.

### Einzugsgebiet
Das Einzugsgebiet ist rund 5,2 km² groß. Sein höchster Punkt liegt im Südosten auf dem Zundelberg, Gemarkung Hausen ob Verena, auf einer Höhe von 935 m ü. NHN. Das Einzugsgebiet gehört naturräumlich gesehen zum Südwestlichen Albvorland und zur Baar. Geologisch wird das Einzugsgebiet vorrangig durch die Opalinuston-Formation des Mittleren Jura bestimmt, im Süden stehen jüngere Formationen des Mittleren und Oberen Jura bis zur Wohlgeschichteten-Kalke-Formation auf dem Zundelberg an.
Reihum grenzen die Einzugsgebiete der folgenden Nachbargewässer an:
- Im Westen liegt das Einzugsgebiet des Marbachs, der weiter abwärts ebenfalls zur Prim fließt;
- im Nordwesten zwängt sich das kleine Einzugsgebiet des Talbachs dazwischen;
- im Osten fließt der kurze Kälberbach nunmehr oberhalb des Unterbachs zur Prim;
- im Süden liegen, jenseits der Europäischen Hauptwasserscheide zwischen Rhein diesseits und Donau jenseits, die Einzugsgebiete von deren Zufluss Stettbach und der Elta selbst.

### Zuflüsse und Seen
Liste der Zuflüsse von der Quelle zur Mündung. 
Ursprung des Unterbachs auf etwa 736 m ü. NHN im Pfaffenhölzle.
- (Bach aus dem Pfaffenhölzle), von links und Westsüdwesten, 1,3 km
- Unterbach, von rechts und Süden, 1,0 km
- Lehmgrubenbach, von rechts und Südsüdosten, 1,5 km
  - Leidengraben, von links und Südsüdwesten, 2,0 km
- Passiert einen Teich linksseits im Stadtpark, über 0,1 ha
- Durchfließt den Ententeich im Stadtpark, etwa über 0,1 ha
  - Weppbach, von links und Südwesten im Ententeich, 2,0 km

Mündung des Unterbachs von links und Südwesten auf 647 m ü. NHN in Spaichingen in die Prim.

### LUBW
Amtliche Online-Gewässerkarte mit passendem Ausschnitt und den hier benutzten Layern: Lauf und Einzugsgebiet des Unterbachs

Allgemeiner Einstieg ohne Voreinstellungen und Layer: Daten- und Kartendienst der Landesanstalt für Umwelt Baden-Württemberg (LUBW) (Hinweise)
1. 1 2 3 4  Höhe ermittelt über WPS-Prozess (Geländehöhe).
2. ↑  Länge nach dem Layer Gewässernetz (AWGN).
3. ↑  Einzugsgebiet nach dem Layer Basiseinzugsgebiet (AWGN).

### Andere Belege
1. ↑  Friedrich Huttenlocher: Geographische Landesaufnahme: Die naturräumlichen Einheiten auf Blatt 178 Sigmaringen. Bundesanstalt für Landeskunde, Bad Godesberg 1959. → Online-Karte (PDF; 4,3 MB)
2. ↑  Geologie nach den Layern zu Geologische Karte 1:50.000 auf: Mapserver des Landesamtes für Geologie, Rohstoffe und Bergbau (LGRB) (Hinweise)